# Pelomedusasköldpaddor
Pelomedusasköldpaddor (Pelomedusidae) är en familj av sköldpaddor som förekommer i sötvattenregioner i östra och södra Afrika.

## Beskrivning
Arternas pansar har oval form och en längd mellan 12 och 45 centimeter. Pelomedusasköldpaddor kan inte böja halsen till en upprätt s-formig båge utan böjer den istället horisontellt, de räknas därför till underordningen vändhalssköldpaddor. Till skillnad från andra medlemmar av underordningen har de ett slags gångjärn i den främre delen av bröstpansaret.
Individerna vistas nästan hela tiden på botten av floder eller insjöar, ofta gräver de in sig i bottnen. Även torrperioden tillbringar de i gyttjan. Födan utgörs av ryggradslösa djur som maskar, blötdjur och insekter.

## Systematik
Flera nära besläktade arter listas idag vanligen i familjen Podocnemididae men i vissa taxonomiska avhandlingar klassificeras de som underfamilj till pelomedusasköldpaddor. I det senare fallet listas alla afrikanska släkten till underfamiljen Pelomedusinae.

### Släkten och arter
Familjen utgörs av två släkten med tillsammans 19 arter:
- släkte Pelomedusa Wagler, 1830
  - Hjälmad vändhalssköldpadda (Pelomedusa subrufa) Bonnaterre 1789
- släkte Pelusios Wagler, 1830
  - Pelusios adansonii Schweigger 1812
  - Pelusios bechuanicus Fitzsimons 1932
  - Pelusios broadleyi Bour 1986
  - Pelusios carinatus Laurent 1956
  - Pelusios castaneus Schweigger 1812
  - Pelusios castanoides Hewitt 1931
  - Pelusios chapini Laurent 1965
  - Pelusios cupulatta Bour & Maran 2003
  - Pelusios gabonensis Dumeril 1856
  - Pelusios marani Bour 2000
  - Pelusios nanus Laurent 1956
  - Pelusios niger Dumeril & Bibron 1835
  - Pelusios rhodesianus Hewitt 1927
  - Pelusios seychellensis Siebenrock 1906
  - Pelusios sinuatus Smith 1838
  - Pelusios subniger Lacepede 1789
  - Pelusios upembae Broadley 1981
  - Pelusios williamsi Laurent 1965